# Henri Heim de Balsac
Henri Frédéric Jules Victor Heim de Balsac meist Henri Heim de Balsac (* 1. Januar 1899 in Paris; † 27. November 1979 ebenda) war ein französischer Zoologe, spezialisiert auf Ornithologie und auf dem Gebiet der Kleinwirbeltiere.

## Leben und Wirken
Sein Vater Frédéric-Louis Heim de Balsac (1869–1962) war Professor an der medizinischen Fakultät der Universität von Paris und am Conservatoire national des arts et métiers. Seine Mutter Augustine Marguerite Juliette geb. Chauliaguet (1869-) und sein Bruder Raymond Heim de Balzac (1903–1972) waren ebenfalls promovierte Mediziner. Schon im frühen Alter kam er mit der medizinischen Forschung in Berührung, da sein Vater 1905 den Unterricht in diesem Fachgebiet aufbaute. Geprägt vom Elternhaus verbrachte er viel Zeit damit, unterschiedliche Tiere zu sammeln und die Geheimnisse der einheimischen Flora und Fauna zu ergründen. So begann er ein Studium in Medizin und Naturwissenschaften und arbeitete 1922 als externer Mitarbeiter in den Krankenhäusern von Paris. Im Jahr 1936 erhielt er den Doktor in Naturwissenschaften für seine Dissertation Mammiferes: Biogeographie des mammiferes et des oiseaux de l'Afrique du Nord. 1941 folgte der Doktor in Medizin für seine Dissertation L'Infection des œufs de cane: Fréquence, pathogénie de l'infection, dangers pour l'hygiène alimentaire, précautions nécessaires pour la consommation des œufs de cane. Die Reihenfolge der Promotionen zeigte schon früh sein bevorzugtes Interessensgebiet auf. Seine Familie lehrte ihn Anatomie und förderte seine Stärke bei der Analyse und der Interpretation von Fakten. Als Praktiker übte Zoologie eine starke Faszination auf ihn aus. Schwankte er anfangs zwischen Insekten und warmblütigen Säugetieren, entschied er sich schließlich für letztere, da er sich gegen die vorherrschende Meinung in Frankreich sträubte, dass über sie bereits alles bekannt sei.
Während des Ersten Weltkriegs verzichtete er auf die Privilegien eines Medizinstudenten, volontierte 1917 im 6ten Bataillon der Gebirgsjäger und beendete den Krieg als Pilot in der Einheit Escadrille SPA 15 der französischen Luftwaffe.
Seinen eigentlichen Wunsch, am Museum zu arbeiten, musste er aufgeben. Im Jahr 1926 lehrte er am Conservatoire national des arts et métiers verschiedene Bereiche der industriellen und agrarwirtschaftlichen Biologie sowie der Lebensmittelwissenschaften. 1937 wurde er Dozent an der Fakultät der Wissenschaften der Universität Lille, 1944 wurde er Professor an der gleichen Fakultät.
Das Konzept seiner Studien über Säugetiere und Vögel erforderte Recherche in freier Natur. Frankreich selbst wurde in den 1920er- und 1930er-Jahren von jungen Naturwissenschaftlern erforscht, doch war in Nordafrika noch ein weites unerforschtes Gebiet. In dieser Zeit waren es ausländische Mammologen und Ornithologen, die in Marokko und Tunesien arbeiteten. Die französischen Naturforscher hatte auf diesem Gebiet das Interesse verloren, obwohl sich die Lage aufgrund der politischen Verhältnisse verbessert hatte. So nutze Heim de Balsac die Gelegenheit, als ihn der Bildungsminister Léon Bérard 1923 auf eine Sahara-Expedition in Algerien und Tunesien schickte. Es folgten weitere Reisen nach Algerien und Marokko. Im Jahr 1947 durfte er das Sperrgebiet im Süden Marokkos bis zum Senegal-Fluss an der Grenze der Afrotropis besuchen. Hier erarbeitete er sich den Ruf als Experte für Vorwüsten und Wüsten. Publikationen auf diesem Gebiet dominieren sein naturwissenschaftliches Schaffen und insbesondere seine naturwissenschaftlichen Dissertationsschrift.
Er zeigte auf, dass die Sahara den Charakter einer afrotropischen Savanne hat, die in seiner letzten Phase in eine Wüste übergeht. Die Säugetiere und Vögel waren seinen Analysen nach typischerweise mit wenigen Ausnahmen Sudanisch-Dekkanisch oder Saharo-Sindisch geprägt. So beschäftigte er sich mit den auffälligen Merkmalen der Wüstentiere, insbesondere der Hypertrophie des Schläfenbeins von Nagetieren, sowie der Färbung von Pelzen und Federn, über die er eine geistreiche Hypothese aufstellte. Seine Reisen unterstützen diesen Forschungsansatz aus erster Hand und durch sie wurde er ein erstklassiger Wissenschaftler.
Zusammen mit seinem Freund Noël Mayaud (1899–1989) publizierte er 1962 das Werk Les oiseaux du Nord-Ouest de L'Afrique: distribution géographique, écologie, migrations, reproduction. Dabei mochte er das Schreiben nicht sehr und sein Beitrag an dem Werk bestand eher aus der Beobachtung und Sammlung von Informationen. So ist es der Hartnäckigkeit von Mayaud zu verdanken, der ihn dazu drängte, seine Beobachtungen und Anmerkungen zum Wohl der Wissenschaft abzuliefern. Es entstand eines der bedeutendsten Bücher über die Avifauna Afrikas, dem Maghreb und der Sahelzone mit Informationen zur Systematik, Morphologie, Verbreitung, Brutzeit, zum saisonalen Vogelzug und zur Ökologie. Eine Unterart der Steinlerche Ammomanes deserti intermedia, die er 1925 beschrieb, wird heute als Synonym für Ammomanes deserti mya Hartert, 1912 betrachtet.

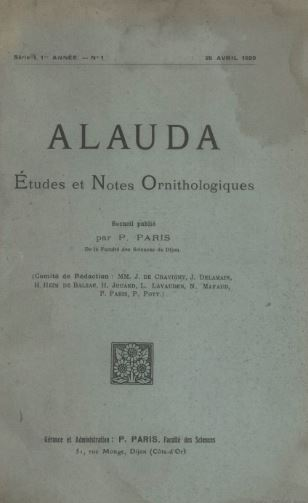
Titelblatt der ersten Ausgabe von Alauda

Trotz seiner Aversion gegen das Schreiben kamen über dreihundert Publikationen über europäische und afrikanische Vögel und Säugetiere zusammen. So war er besonders an afrikanischen Nagetieren aus Guinea, der Elfenbeinküste und aus Kamerun interessiert, deren Arten sehr schwer systematisch einzuordnen waren und zu vielen neuen Erstbeschreibungen führte, obwohl die Gruppen verwirrend und die Grenzen relativ unsicher zu definieren waren.
Die Insektenfresser zählten zu seinen Favoriten. Hier galt er als einer der versiertesten Experten seiner Zeit. So war es er, der als erster 1954 die Zwerg-Otterspitzmaus (Micropotamogale lamottei) aus den Nimbabergen beschrieb. Diese Form ist mit der Großen Otterspitzmaus (Potamogale velox) verwandt und bildet unter den Höheren Säugetieren das Verbindungsglied zwischen den madagassischen Tenreks und ihren afrikanischen Vertretern. Heim de Balsac studierte ihre Evolution sehr sorgfältig, in dem er ihre Zähne und die Besonderheiten ihres axialen Skeletts verglich.
Sein besonderes Interesse galt den afrikanischen Insektenfressern, besonders den Spitzmäusen. Er untersuchte in allen Gattungen die evolutorischen Entwicklungen ihrer Zähne und Hirnschale. In einer verwirrenden Systematik eruierte er das Verbreitungsgebiet von sehr lokaler Arten. So besuchte er die zahlreichen Sammlungen der großen Museen und untersuchte die fragwürdigsten Arten. Viele Expeditionsteilnehmer konsultierten ihn bei Fragen zu ihren Sammlungen und wurden von ihm mit Eifer unterstützt.
Andere Arbeiten weisen ihn als universellen Zoologen aus. So publizierte er über die sexuellen Zyklen, die Biogeographie und Paläogeographie von Fledertieren auf den französischen atlantischen Inselküsten sowie ihrer Biologie. Nicht zu vergessen werden sollte, dass Helm de Balsac fast Entomologe geworden wäre. So war er ein Kenner der Schmetterlinge und hatte eine beachtliche Sammlung von Kleinschmetterlingen aus seiner Heimat Lothringen, die er während seiner längeren Aufenthalte in seinem Anwesen in Buré d'Orval gesammelt hatte.
Eines seiner letzten ornithologischen Vergnügen war das Studium einer neuen Kleiberart, die Jean-Paul Ledant (* 1951) in Nordafrika aufgespürt hatte und die 1976 von Jacques Vielliard unter dem Namen Kabylenkleiber (Sitta ledanti) erstbeschrieben wurde. Es war Heim de Balsac, der noch im gleichen Jahr eine Notiz von Vielliard zur Evolutionsbiologie der Art an die Académie des sciences zur Publikation schickte.
Als Paul Paris 1929 Alauda, eine ornithologische Fachzeitschrift, gründete, waren es Jacques de Chavigny (1880–1963), Jacques Delamain (1874–1953), Adrien Joseph Louis Lavauden (1881–1935), Noël Mayaud, Heim de Balsac, Paul Poty (1889–1962), Henri Louis Ernest Jouard (1896–1938) und Paris die in der Redaktion saßen. Nach dem Tod der meisten Gründungsmitglieder führte er die Zeitschrift mit Mayaud weiter.

## Dedikationsnamen
1974 beschrieben René de Naurois (1906–2006) und Francis Roux  (1930–2014) mit Platalea leucorodia balsaci eine Unterart des Löfflers, die sie zu seinen Ehren benannten. Christian Érard, Georges Hémery und Éric Pasquet widmeten ihm 1993 mit Rhinoptilus cinctus balsaci eine Unterart des Bindenrennvogels. Pierre Louis Dekeyser  (1914–1984) und André Villiers (1915–1983) beschrieben 1950 eine Unterart der Haubenlerche unter dem Namen Galerida cristata balsaci. Rainer Hutterer nannte 1981 eine Unterart der Weißzahnspitzmäuse aus dem Senegal Crocidura smithii debalsaci, Maxime Lamotte und Francis Petter im selben Jahr eine Unterart des Stuhlmanns Goldmull unter dem Namen Chrysochloris stuhlmanni balsaci.

## Mitgliedschaften und Auszeichnungen
1938 wurde er mit dem Prix Gadeau-de-Kerville de la Société zoologique de France ausgezeichnet. Am 29. Mai 1961 wurde er zum korrespondierenden Mitglied der Académie des sciences im Bereich Zoologie gewählt. Seit 1947 war er Korrespondent der Académie d'agriculture de France. Zusätzlich war er Mitglied in zahlreichen Gelehrtengesellschaften.

## Erstbeschreibungen durch Heim de Balsac
Heim de Balsac hat zahlreiche Gattungen, Arten bzw. Unterarten, die neu für die Wissenschaft waren, beschrieben. Bei einigen arbeitete er u. a. mit Maxime Lamotte (1920–2007), Villy Aellen (1926–2000), André Brosset (1926–2004), Gérard Dubost (* 1926), Jean-Jacques Barloy (1939–2013), Max Henri Begouën (1893–1961) und Louis Bellier (1931–2003) zusammen. Zu den Gattungen, Arten  und Unterarten gehören chronologisch u. a.:

### Gattungen
- Kleine Otterspitzmäuse Micropotamogale Heim de Balsac, 1954
- Kongo-Spitzmäuse Congosorex Heim de Balsac & Lamotte, 1956
- Kongo-Wimperspitzmäuse Paracrocidura Heim de Balsac, 1956

### Arten
- Algerische Stachelmaus (Acomys seurati (Heim de Balsac, 1936))
- Mauretanische Rennmaus (Gerbillus mauritaniae (Heim de Balsac, 1943))
- Zwerg-Otterspitzmaus (Micropotamogale lamottei Heim de Balsac, 1954)
- Große Kongo-Spitzmaus (Congosorex polli (Heim de Balsac & Lamotte, 1956))
- Kleine Kongo-Wimperspitzmaus (Paracrocidura schoutedeni Heim de Balsac, 1956)
- Myosorex babaulti Heim de Balsac & Lamotte, 1956
- Myosorex zinki Heim de Balsac & Lamotte, 1956
- Nimba-Spitzmaus (Crocidura nimbae Heim de Balsac, 1956)
- Eisentrauts Spitzmaus (Crocidura eisentrauti Heim de Balsac, 1957)
- Crocidura douceti Heim de Balsac, 1958
- Crocidura jouvenetae Heim de Balsac, 1958
- Westafrika-Zwergspitzmaus (Crocidura obscurior Heim de Balsac, 1958)
- Wimmers Spitzmaus (Crocidura wimmeri Heim de Balsac & Aellen, 1958)
- Große Kongo-Wimperspitzmaus (Paracrocidura maxima Heim de Balsac, 1959)
- Crocidura crenata Brosset, Dubost & Heim de Balsac, 1965
- Crocidura grassei Brosset, Dubost & Heim de Balsac, 1965
- Hylomyscus baeri Heim de Balsac & Aellen, 1965
- Heimyscus fumosus (Brosset, Dubost & Heim de Balsac, 1965)
- Kleine Zwergwaldmaus (Hylomyscus parvus Brosset, Dubost & Heim de Balsac, 1965)
- Remy-Zwergspitzmaus (Suncus remyi Brosset, Dubost & Heim de Balsac, 1965)
- Crocidura glassi Heim de Balsac, 1966
- Crocidura greenwoodi Heim de Balsac, 1966
- Myosorex schalleri Heim de Balsac, 1966
- Dephomys eburneae (Heim de Balsac & Bellier, 1967)
- Crocidura kivuana Heim de Balsac, 1968
- Crocidura lamottei Heim de Balsac, 1968
- Crocidura lanosa Heim de Balsac, 1968
- Crocidura theresae Heim de Balsac, 1968
- Kamerun-Waldmoschusspitzmaus Heim de Balsac, 1968
- Myosorex eisentrauti Heim de Balsac, 1968
- Myosorex okuensis Heim de Balsac, 1968
- Myosorex rumpii Heim de Balsac, 1968
- Sylvisorex isabellae Heim de Balsac, 1968
- Crocidura stenocephala Heim de Balsac, 1979

### Unterarten
- Unterart des Buschschliefers (Heterohyrax brucei antineae (Heim de Balsac & Bégouen, 1932))
- Unterart der Arabische Hufeisennase (Rhinolophus clivosus schwarzi Heim de Balsac, 1934)
- Unterart der großen Afrikanische Riesenspitzmaus (Crocidura olivieri bueae) Heim de Balsac & Barloy, 1966

## Schriften (Auswahl)
- Mission dans le Sahara central et description d"un Oiseau nouveau du genre Ammomanes. In: Bulletin du Muséum national d'histoire naturelle. Band 31, Nr. 2, 1925, S. 137–144.
- mit Max Bégouen: Faits nouveaux concernant les Damans de l’Ahaggar. In: Bulletin du Muséum national d'histoire naturelle (= 2). Band 4, Nr. 6, 1932, S. 478–483 (gallica.bnf.fr).
- Mission Saharienne Augièras-Draper 1927–1928. Mammifères. In: Bulletin du Muséum national d'histoire naturelle (= 2). Band 6, Nr. 6, 1934, S. 482–489 (gallica.bnf.fr).
- mit Henri Louis Ernest Jouard, Noël Mayaud: Sur l'Inventaire des Oiseaux de France. In: Alauda (= 3). Band 8, Nr. 2, 1936, S. 258–260 (bibliotheques.mnhn.fr).
- mit Maxime Lamotte: Evolution et phylogénie des Soricidés africains - I. In: Mammalia. Band 20, Nr. 2, 1956, S. 140–167, doi:10.1515/mamm.1956.20.2.140.
- mit Maxime Lamotte: Evolution et phylogénie des Soricidés africains - II. In: Mammalia. Band 21, Nr. 1, 1957, S. 16–46, doi:10.1515/mamm.1957.21.1.15.
- mit Villy Aellen: Les Soricidae de basse Côte d'Ivoire. In: Revue suisse de zoologie. Band 65, Nr. 45, 1958, S. 921–956 (biodiversitylibrary.org).
- mit Noël Mayaud: Les oiseaux du Nord-Ouest de L'Afrique: distribution géographique, écologie, migrations, reproduction. Paul Lechevalier, Paris 1962.
- mit André Brosset, Gérard Dubost: Mammifères inedits recoltes au Gabon. In: Biologia Gabonica. Band 1, 1965, S. 148–174.
- mit Villy Aellen: Les Soricidae de basse Côte d'Ivoire. In: Revue suisse de zoologie. Band 72, Nr. 36, 1965, S. 695–753 (biodiversitylibrary.org).
- mit Jean-Jacques Barloy: Révision des crocidures du groupe flavescens–occidentalis-manni. In: Mammalia. Band 30, Nr. 4, 1966, S. 601–633, doi:10.1515/mamm.1966.30.4.601.
- mit Louis Bellier: Liste préliminaire des rongeurs de Lamto (Côte-d'Ivoire). In: Mammalia. Band 31, Nr. 1, 1967, S. 156–159, doi:10.1515/mamm.1967.31.1.156.